# Norwegian Joy
Norwegian Joy – statek wycieczkowy Norwegian Cruise Line, który wszedł do służby w kwietniu 2017 roku. Została zbudowana przez Meyera Werft w Papenburg w Niemczech. [5]
Norweska Joy jest składnikiem norweskiej klasy Breakaway Plus. Jest to okręt siostrzany Norwegian Escape, który został ukończony w październiku 2015 roku. [6] Statek pierwotnie miał być nazwany Norwegian Bliss. Oryginalna nazwa statku została wybrana w drodze konkursu online zorganizowanego przez Norwegian Cruise Line. [5] Budowa Norweskiej Radości rozpoczęła się 16 września 2015 r. [7]
Zostało ogłoszone w dniu 12 października 2015 r., Że statek zostanie zbudowany pod inną nazwą, ponownie wprowadzony i przeprojektowany specjalnie na rynek chiński. [8] W dniu 30 marca 2016 r. Ogłoszono nową nazwę statku, Norwegian Joy oraz nowe porty macierzyste w Szanghaju i Tianjin (Pekin). [9] W październiku 2016 r. Ogłoszono budowę nowego statku, przejmując nazwę " Norwegian Bliss", która zostanie dostarczona w 2018 r. [10]
Radość jest niezwykła, ponieważ otrzymała ojca chrzestnego, chińskiego piosenkarza Wanga Leehoma, a nie chrzestną. Statek został ochrzczony 27 czerwca 2017 r. [11]
Doniesiono, że odwiedzi Dubaj podczas rejsu do Chin. Inne porty zawinięcia na jej dziewiczy rejs nie są znane. [12] Stępka została położona w dniu 5 kwietnia 2016 r. Pierwsza sekcja została uruchomiona w dniu 4 czerwca 2016 r. [13] Druga sekcja została uruchomiona w dniu 19 sierpnia 2016 r.
W dniu 28 września 2016 r. Na statku wybuchł pożar. 8 października 2016 r. Wybuchł kolejny pożar. [14] [15]
19 lipca 2018 r. Norweski ogłosił plany przeniesienia norweskiej radości z Chin do USA. Firma planuje wykorzystać statek do rejsów na Alaskę, Meksyk i Kanał Panamski, w zależności od sezonu. Norweska Radość zostanie poddana modernizacjom o wartości $ 50M, aby jej projekty i oferty były praktycznie identyczne z tymi dla siostrzanego statku Norwegian Bliss

## Inżynieria statków
Norwegian Joy ma pięć głównych silników o łącznej mocy wyjściowej 102,900 KM. Statek ma dwa MAN B & W 14V48 / 60CR, każdy o mocy 22 520 KM i trzy MAN B & W 12V48 / 60CR, każdy o mocy 19 300 KM. Układ napędowy to dwa zespoły ABB Azipod XO o łącznej mocy 40 MW, które umożliwiają prędkość 22,5 węzła, podczas gdy maksymalna prędkość podczas prób przekracza 25,4 kts. Na statku zainstalowano również układ smarowania powietrzem, system Silverstream® [17], który tworzy dywan z małych pęcherzyków powietrza wzdłuż kadłuba, aby zmniejszyć opór .